# Charles Hapgood
Charles Hutchins Hapgood (17 de mayo de 1904 - 21 de diciembre de 1982)  fue un profesor universitario y autor estadounidense que se convirtió en uno de los defensores más conocidos de la afirmación pseudocientífica de un cambio de polos rápido y reciente con resultados catastróficos.

## Biografía
Hapgood era hijo de Hutchins Hapgood y Neith Boyce. En 1929, obtuvo una maestría en Historia Medieval y Moderna por la Universidad de Harvard . Su doctorado sobre la Revolución Francesa se vio interrumpido por la Gran Depresión . Enseñó durante un año en Vermont y dirigió un centro comunitario en Provincetown, además de ser secretario ejecutivo de la Comisión de Artesanía de Franklin Roosevelt.
Durante la Segunda Guerra Mundial, Hapgood trabajó en la Oficina del Coordinador de Información (COI, que se convirtió en la Oficina de Servicios Estratégicos en 1942) y en la Cruz Roja, y también sirvió como oficial de enlace entre la Casa Blanca y la Oficina del Secretario de Guerra. Después de la guerra, Hapgood impartió clases en Keystone College (1945-1947), Springfield College (1947-1952), Keene State College (1956-1966) y New England College (1966-1967), impartiendo clases de historia mundial y estadounidense, antropología, economía e historia de la ciencia.
Hapgood se casó con Tamsin Hughes en 1941 y se divorciaron en 1955. Fue atropellado por un automovilista en Greenfield, Massachusetts, y murió el 21 de diciembre de 1982.

## Hipótesis del deslizamiento polar
Mientras estaba en el Springfield College, la pregunta de un estudiante sobre el continente perdido de Mu motivó un proyecto de clase para investigar el continente perdido de Atlántida, lo que llevó a Hapgood a investigar las posibles formas en que podrían ocurrir cambios masivos en la Tierra y lo expuso a la literatura de Hugh Auchincloss Brown.
En 1958, Hapgood publicó The Earth's Shifting Crust . Negó la existencia de la deriva continental, una idea que fue apoyada por la ciencia convencional unos años más tarde. El libro incluía un prólogo de Albert Einstein . En Maps of the Ancient Sea Kings (1966) y The Path of the Pole (1970), Hapgood propuso la hipótesis de que el eje de la Tierra se ha desplazado numerosas veces a lo largo de la historia geológica. The Path of the Pole fue concebido como un reemplazo de The Earth's Shifting Crust después de que se le sugirieran correcciones. Hapgood escribe en Voices of Spirit (1975): «En conversaciones posteriores, analizamos las teorías de mi libro 'Earth's Shifting Crust', y él [Einstein] sugirió que una de ellas era errónea; como resultado de esto revisé mi libro, que posteriormente se republicó como 'The Path of the Pole'. Mi propia investigación posterior confirmó la veracidad de su observación, que involucraba tecnicismos geofísicos».
En "Maps of the Ancient Sea Kings", apoyó la sugerencia de Arlington Mallery de que una parte del mapa de Piri Reis representaba la zona de la Antártida conocida como la Tierra de la Reina Maud . Utilizó esta idea para proponer que un cambio de polos de 15° ocurrió alrededor del 9.600 a. C. (hace aproximadamente 11.600 años), que una parte de la Antártida estaba libre de hielo en ese momento y que una civilización de la edad de hielo podría haber cartografiado la costa. Concluye que "la Antártida fue cartografiada cuando estas partes estaban libres de hielo" y opina que un período cálido antártico coincidió con la última edad de hielo en el hemisferio norte, y que Piri Reis y otros mapas se basaban en mapas "antiguos" derivados de originales de la edad de hielo. 
Investigaciones posteriores sobre la paleoclimatología y las capas de hielo de la Antártida han desacreditado las interpretaciones de Hapgood de que un período cálido antártico coincidió con el último período glacial en el hemisferio norte y que alguna parte de éste había estado libre de hielo en y antes del año 9.600 a. C. (hace aproximadamente 11.600 años).  
Hapgood también examinó un mapa de 1.531 del matemático y cartógrafo francés Oronce Finé (también conocido como Oronteus Finaeus ). En "Maps of the Ancient Sea Kings", reproduce cartas que afirma haber recibido del jefe de una sección de cartografía de la Fuerza Aérea de los EE. UU. estacionada en la Base Aérea Westover en 1.961. Estas cartas indican que, a petición de Hapgood, habían estudiado los mapas de Piri Reis y Oronce Finé durante sus horas libres, concluyendo que ambos se compilaron a partir de mapas originales de la Antártida en una época en la que estaba relativamente libre de hielo, lo que respalda los hallazgos de Hapgood.  Hapgood concluyó que el conocimiento cartográfico avanzado aparece en el mapa de Piri Reis y el mapa de Oronteus Finaeus, y debe ser el resultado de alguna civilización antigua desconocida que desarrolló un conocimiento científico avanzado antes que otras civilizaciones como Grecia. 
Según los historiadores Paul Hoye y Paul Lunde, si bien el trabajo de Hapgood generó cierto entusiasmo y elogios por su minuciosidad, sus hipótesis revolucionarias fueron recibidas con escepticismo y la mayoría de los académicos las ignoraron.  En el libro The Piri Reis Map of 1513 (El mapa de Piri Reis de 1513), Gregory C. McIntosh examina las afirmaciones de Hapgood sobre ambos mapas y afirma que «no llegan a demostrar, ni siquiera a sugerir con firmeza, que el mapa de Piri Reis y el mapa de Fine representen el contorno real de la Antártida».  
Las ideas de Hapgood sobre la catástrofe han sido presentadas en otros trabajos por los bibliotecarios Rose y Rand Flem-Ath y el autor y ex periodista Graham Hancock, cada uno basando partes de sus trabajos en la evidencia de Hapgood sobre la catástrofe al final del Último Máximo Glacial .   Las ideas de Hapgood también ocupan un lugar destacado en la película de ciencia ficción/desastre de 2009 2012 .

## Las Figuras de Acámbaro
Hapgood y Erle Stanley Gardner creían que la colección de artefactos de arcilla conocida como las figuras de Acámbaro se creó hace miles de años. La estimación de la fecha, así como la idea de que los artefactos fueran creados por alguna cultura desconocida, fue rechazada por arqueólogos y paleontólogos .  Las figurillas, que la mayoría de los arqueólogos descartan como un elaborado engaño, representan rarezas como la coexistencia de dinosaurios no aviares con humanos y humanos con cuernos.

## El médium Elwood Babbitt
Hapgood pasó diez años trabajando con el médium de Nueva Inglaterra Elwood Babbitt (1921-2001), intentando contactar con figuras destacadas del pasado. Babbitt, carpintero jubilado y veterano de la Segunda Guerra Mundial, había estudiado mediumnidad en trance en la Asociación para la Investigación y la Iluminación de Edgar Cayce . Hapgood grabó y transcribió varias de las "conferencias en trance" de Babbitt, que supuestamente provenían de Jesús, Albert Einstein, Mark Twain y el dios hindú Visnú,  utilizando este material para publicar sus tres últimos libros: Voces del Espíritu, a través de la experiencia psíquica de Elwood Babbitt (1975), Conversaciones con Cristo y sus maestros a través del don psíquico de Elwood Babbitt (1981) y El Dios Interior: un Testamento de Visnú, un Manual para el Renacimiento Espiritual (1982).  Durante este tiempo, la prima de Babbitt y Hapgood, Beth Hapgood, colaboró estrechamente con la cercana comunidad de la Hermandad del Espíritu de la Nueva Era. Tras la muerte de Charles Hapgood, Beth Hapgood compiló el último volumen de las conferencias de trance de Babbitt, "Atrévete a la Visión y Persevera" (1997).

## Lectura adicional
- Flem-Ath, Rand; Cuando el cielo cayó, 1995, St. Martin's Press
- Flem-Ath, Rand y Colin Wilson ; El plano de la Atlántida, 2000, Time Warner, Little, Brown and Company